# Zeriassa dubia
Zeriassa dubia är en spindeldjursart som beskrevs av Lodovico di Caporiacco 1944. Zeriassa dubia ingår i släktet Zeriassa och familjen Solpugidae. Inga underarter finns listade i Catalogue of Life.